# Coregonus fatioi
Coregonus fatioi es una especie de pez de la familia Salmonidae en el orden de los Salmoniformes.

## Distribución geográfica
Se encuentra en Europa: lagos  Thun y  Brienz (Suiza ).